# Ceroplastes
Ceroplastes är ett släkte av insekter. Ceroplastes ingår i familjen skålsköldlöss.

## Bildgalleri

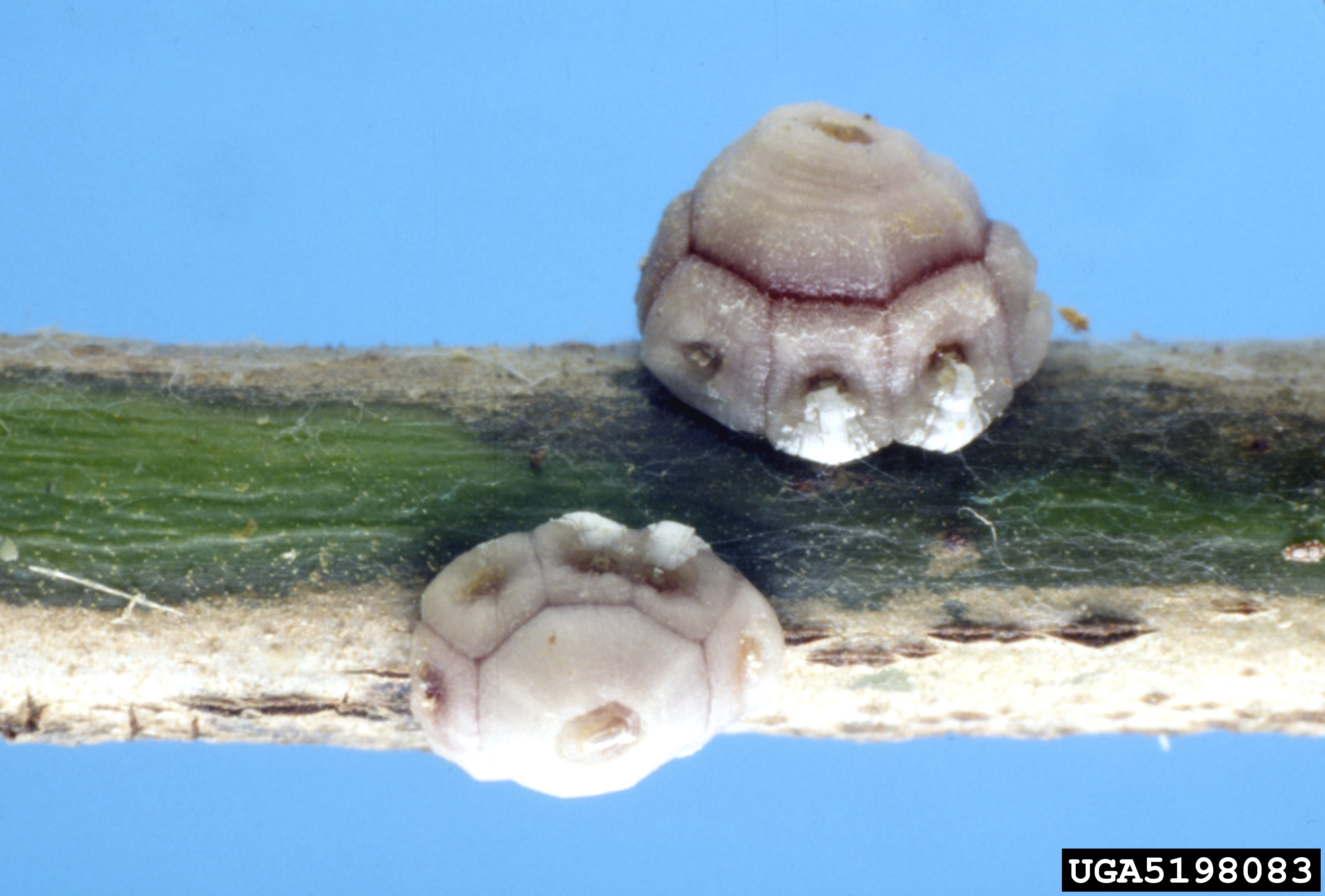
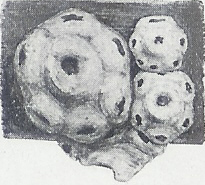
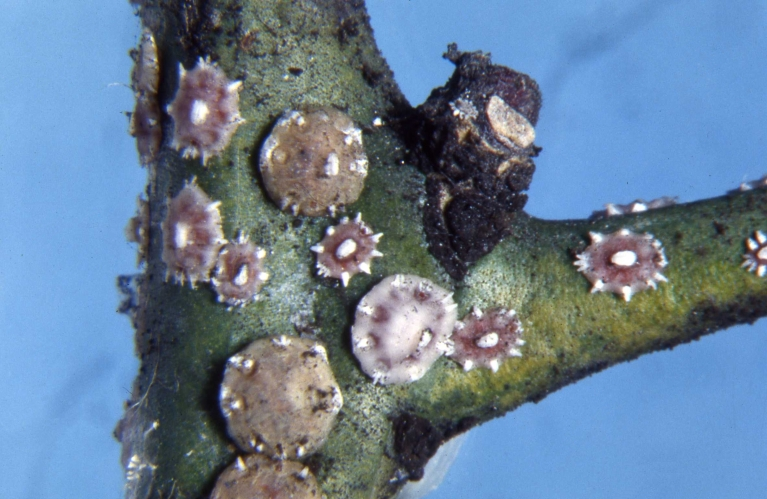
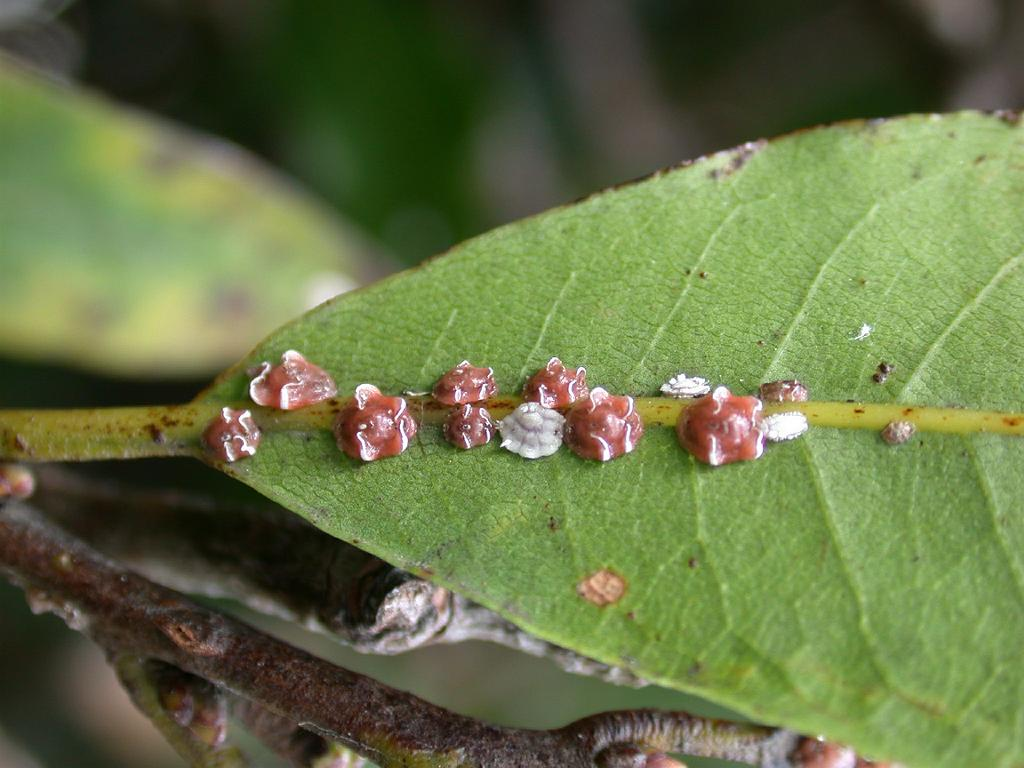
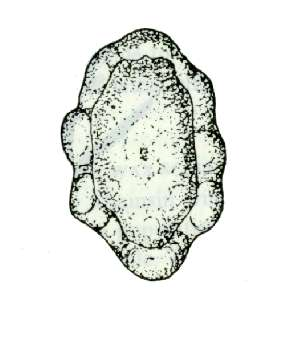
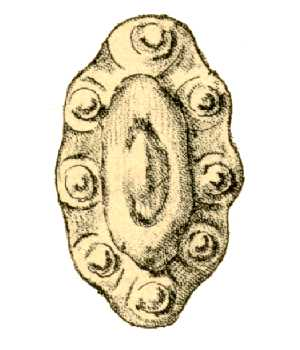

## Dottertaxa tillCeroplastes, i alfabetisk ordning[1]
- Ceroplastes actiniformis
- Ceroplastes agrestis
- Ceroplastes ajmerensis
- Ceroplastes alamensis
- Ceroplastes albolineatus
- Ceroplastes amazonicus
- Ceroplastes angulatus
- Ceroplastes argentinus
- Ceroplastes avicenniae
- Ceroplastes bergi
- Ceroplastes bernardensis
- Ceroplastes bicolor
- Ceroplastes bipartitus
- Ceroplastes boyacensis
- Ceroplastes brachystegiae
- Ceroplastes brachyurus
- Ceroplastes brevicauda
- Ceroplastes bruneri
- Ceroplastes caesalpiniae
- Ceroplastes campinensis
- Ceroplastes candela
- Ceroplastes cassiae
- Ceroplastes castelbrancoi
- Ceroplastes centroroseus
- Ceroplastes ceriferus
- Ceroplastes circumdatus
- Ceroplastes cirripediformis
- Ceroplastes cistudiformis
- Ceroplastes coloratus
- Ceroplastes combreti
- Ceroplastes communis
- Ceroplastes confluens
- Ceroplastes coniformis
- Ceroplastes constricta
- Ceroplastes cultus
- Ceroplastes cundinamarcensis
- Ceroplastes cuneatus
- Ceroplastes deceptrix
- Ceroplastes deciduosus
- Ceroplastes deodorensis
- Ceroplastes depressus
- Ceroplastes destructor
- Ceroplastes diospyros
- Ceroplastes dugesii
- Ceroplastes elytropappi
- Ceroplastes eucleae
- Ceroplastes eugeniae
- Ceroplastes excaecariae
- Ceroplastes fairmairii
- Ceroplastes ficus
- Ceroplastes floridensis
- Ceroplastes flosculoides
- Ceroplastes formicarius
- Ceroplastes formosus
- Ceroplastes fumidus
- Ceroplastes galeatus
- Ceroplastes giganteus
- Ceroplastes gigas
- Ceroplastes grandis
- Ceroplastes gregarius
- Ceroplastes hawanus
- Ceroplastes helichrysi
- Ceroplastes hempeli
- Ceroplastes hodgsoni
- Ceroplastes hololeucus
- Ceroplastes iheringi
- Ceroplastes immanis
- Ceroplastes insulanus
- Ceroplastes irregularis
- Ceroplastes itatiayensis
- Ceroplastes jamaicensis
- Ceroplastes janeirensis
- Ceroplastes japonicus
- Ceroplastes kunmingensis
- Ceroplastes lahillei
- Ceroplastes lamborni
- Ceroplastes leonardianus
- Ceroplastes lepagei
- Ceroplastes longicauda
- Ceroplastes longiseta
- Ceroplastes lucidus
- Ceroplastes macgregori
- Ceroplastes magnicauda
- Ceroplastes marmoreus
- Ceroplastes martinae
- Ceroplastes mierii
- Ceroplastes milleri
- Ceroplastes minutus
- Ceroplastes mosquerai
- Ceroplastes murrayi
- Ceroplastes myricae
- Ceroplastes nakaharai
- Ceroplastes novaesi
- Ceroplastes ocreus
- Ceroplastes parvus
- Ceroplastes paucispinus
- Ceroplastes personatus
- Ceroplastes pseudoceriferus
- Ceroplastes psidii
- Ceroplastes purpurellus
- Ceroplastes purpureus
- Ceroplastes quadratus
- Ceroplastes quadrilineatus
- Ceroplastes rarus
- Ceroplastes reunionensis
- Ceroplastes rhizophorae
- Ceroplastes rotundus
- Ceroplastes royenae
- Ceroplastes rubens
- Ceroplastes rufus
- Ceroplastes rusci
- Ceroplastes rusticus
- Ceroplastes sanguineus
- Ceroplastes schrottkyi
- Ceroplastes simplex
- Ceroplastes sinensis
- Ceroplastes singularis
- Ceroplastes sinoiae
- Ceroplastes speciosus
- Ceroplastes spicatus
- Ceroplastes stenocephalus
- Ceroplastes subrotundus
- Ceroplastes sumatrensis
- Ceroplastes tachardiaformis
- Ceroplastes theobromae
- Ceroplastes titschaki
- Ceroplastes toddaliae
- Ceroplastes trochezi
- Ceroplastes uapacae
- Ceroplastes utilis
- Ceroplastes variegatus
- Ceroplastes vinsonioides
- Ceroplastes xishuangensis